# 浦田聖子
浦田 聖子（うらた さとこ、1980年12月22日 - ）は、日本のプロビーチバレー選手、元女子バレーボール選手。フリー。

## 来歴
佐賀県出身。小学校2年生の時、父親の転勤で佐賀県から千葉県に転居し、共栄学園中へ転校。本格的にバレーを始め、1995年全国大会ベスト4。共栄学園高校では春高バレー・インターハイに出場し、アジアユース選手権優勝も経験した。
1999年にNECレッドロケッツに入団し、Vリーグ優勝などに貢献。
2002年ビーチバレーに転向。2003年、佐伯美香とペアを組んで急激に力をつけ、2004年のワールドツアーでは7位入賞。
2006年シーズンは楠原千秋とペアを組み、ドーハ・アジア大会に出場。
2007年シーズンは元インドア日本代表で武富士を退社したばかりの鈴木洋美とペアを組み、同年5月、ジャパンツアー第2戦東京大会で優勝。
2008年10月、レオパレス・ウィンズから離脱。鈴木洋美とのペアを解消。
2009年シーズンはMDIと契約し、楠原千秋とペアを再結成。同年5月、ジャパンツアー第2戦東京大会で2年ぶりに優勝した。同年11月、楠原千秋とのペアを解消した。
2010年1月、一部マスコミの既報通り、浅尾美和とペアを解消した西堀健実とペアを組むこととなった。
2012年限りでMDIから離脱するとともに、西堀健実とのペアを解消。
2013年は競技から離れていたが、旅行先のロサンゼルスで出会った万里子コバデールとのペアでJBVツアー第4戦にて復帰。
2016年1月、プロビーチバレー選手の庄司憲右と結婚。6月に第1子妊娠を発表。
現在はジャパンビーチバレーボールツアーのYouTubeライブ配信に解説者として出演している。

## 戦績
2004年　
- ジャパンサーキット 優勝
- ワールドツアー7位入賞

2005年
- ジャパンツアー東京大会 優勝
- ジャパンツアー宮崎大会 準優勝
- ジャパンツアー愛媛大会 準優勝
- ジャパンツアー福岡大会 優勝
- ジャパンツアーお台場大会 3位

2006年
2007年　
- ジャパンツアー東京大会 優勝
- ジャパンレディース大阪大会 優勝

2009年
- ジャパンツアー愛知大会 準優勝
- ジャパンツアー東京大会 優勝
- ジャパンツアー宮崎大会 準優勝
- ワールドツアー・ジャパン・オープン 17位
- ジャパンツアー東京大会 準優勝
- ジャパンツアー岡山大会 優勝

2012年
- ジャパンツアー大阪大会 優勝

## 所属チーム
- 共栄学園中
- 共栄学園高等学校
- NECレッドロケッツ（1999-2002年）
- レオパレス・ビーチウィンズ/レオパレス・ウィンズ（2002-2008年）
- MDI（2009年-）

## その他
- メディアにはビーチの女豹と呼ばれた。
- 2008年3月に自身のDVDを発売。タイトルは『浦田聖子　プロ・ビーチバレー・プレーヤー浦田聖子～女豹の軌跡～』（竹書房）
- 2008年9月27日にTBSテレビで放送された期末特番『オールスター感謝祭'08秋 超豪華!クイズ決定版』に出場、総合成績でチャンピオンとなり、日産MURANO＋積みたて賞金55万4296円を獲得。
- 2009年11月、第7回クラリーノ美脚大賞（スポーツ部門）を受賞。
- 2009年12月、集英社『週刊プレイボーイ』52号のグラビアに登場。

## 外部サイト
- 浦田聖子 オフィシャルブログ （2012年6月18日～)
- 浦田聖子オフィシャルブログ - ウェイバックマシン（2009年3月12日アーカイブ分）（～2012年6月18日)
- 浦田聖子 (@urasato55) - X（旧Twitter）